# Iris japonica
Iris japonica (también conocida como 'iris con flecos', 'shaga' o 'flor de mariposa') es originaria de China y Japón. Es una especie del género Iris, también se encuentra en el subgénero de Limniris y en la sección de Lophiris. Es una planta perenne rizomatosa, de flores color azul pálido, lavanda o blancas con una cresta naranja o amarilla. Se cultiva como planta ornamental en regiones templadas.

## Descripción
Iris japonica es similar en forma a Iris confusa, pero las hojas están a nivel del suelo.
Tiene unos rizomas cortos, esbeltos, verdosos y rastreros. Se propaga mediante el envío de estolones delgados, alargados y largos. Tienen raíces poco profundas y forman alfombras y grupos densos. No es invasiva.
Tiene hojas basales, verde oscuro, o verde amarillento o verde claro. Son brillantes en un lado y opacos en el otro lado. Están teñidos, de color púrpura rojizo, cerca del rizoma y no tienen una vena media. o hojas en forma de lanza, pueden crecer hasta 25 a 60 cm de altura y 1,5 a 3,5 cm de ancho. Generalmente se describen como de hoja perenne y crecen en un amplio abanico, con puntas arqueadas.
Tiene tallos robustos, que pueden crecer hasta 25 a 80 cm de altura. Tiene 5–12 ramas cortas y delgadas (o pedicelos) cerca de la parte superior de la planta. Los pedicelos rígidos pueden alcanzar entre 1,5 y 2,5 cm de largo. El tallo floral (y las ramas) crecen más alto que las hojas. Los tallos tienen 3–5 espatas (hojas del capullo de la flor), que son lanceoladas, y 9.5–2.2 cm de largo.
Los tallos (y las muchas ramas) tienen entre 2 y 4 flores, en primavera y principios de verano, entre marzo y abril (en Japón) o en abril y mayo.
Las flores son como las flores de Iris cristata, pero más pálidas y elegantes. Las flores de corta duración se abren en sucesión (una después de otra), durante 2 a 5 semanas. Estas flores tienen un aroma a clavo de olor.
Las flores son planas, tienen un diámetro de 4.5–6 cm, y vienen en tonos de azul pálido, o lavanda pálido, o lila, o púrpura, a blanco.
Tiene 2 pares de pétalos, 3 sépalos grandes (pétalos exteriores), conocidos como "caídas" y 3 pétalos interiores más pequeños (o tepalos, conocidos como "estándares"). Las cataratas son elípticas u obovadas, con una extremidad extendida y manchas azules o violetas, manchas (o puntos) alrededor de un parche central amarillo alrededor de una cresta visible de color amarillo o naranja. Tienen 2,5–3 cm de largo y 1,4–2 cm de ancho. Los estándares son elípticos o estrechamente obovados. Tienen una longitud de 2,8 a 3 cm y una anchura de 1,5 a 2,1 cm. Los estándares se extienden al mismo plano que la caída, creando el look 'plano'. Todos los pétalos están bordeados alrededor de los bordes.
Tiene un tubo de perianto de 1.1–2 cm de largo, estambres de 0.8–1.2 cm de largo, anteras blancas y ovario de 7.10 mm. Tiene 0.5–0.75 ramas largas y azul pálido. Los lóbulos terminales están perfilados (flecos).
Después de que el iris ha florecido, entre mayo y junio, se produce una cápsula de semilla cilíndrica, elipsoidal, sin pico, que mide 2.5–3 cm de largo y 1.2–1.5 cm de ancho. Dentro de la cápsula, tiene semillas de color marrón oscuro con un pequeño arilo.

### Bioquímica
Tetra-hidroxi-6-metoxiisoflavona, también conocida como Irilin D (C17H14O7), se encontró en Iris japonica, (Iris domestica) e Iris bungei. Junipergenin B (Dalospinosin) se puede encontrar en las hojas de Juniperus macropoda y en las raíces de Iris japonica.
Como la mayoría de los iris son diploides, tienen dos juegos de cromosomas, esto se puede usar para identificar híbridos y clasificación de agrupamientos. Los números de cromosomas en los lirios han sido objeto de numerosos estudios. Los hallazgos incluyen 2n = 54, Kazuao, 1929; 2n = 34,36, Simonet, 1932; 2n = 36, Sharma y Tal., 1960; 2n = 36 Kurosawa, 1971; 2n = 31,33,54, Chimphamba, 1973; 2n = 54, Mao y Xue, 1986; 2n = 28,34,36,54, Colasante & Sauer, 1993; 2n = 28, Dong et al. 1994; 2n = 28 a 60 y Yen, Yang y Waddick, 1995.
Es una planta triploide (cromosomas 3n) que no produce semilla y, por lo tanto, no puede propagarse por medios vegetativos (semilla o división), mientras que en China también puede ser diploide. Esta es la razón por la cual los japoneses piensan que un espécimen triploide fue importado de China a Japón. Luego, con el tiempo, se ha naturalizado. Las plantas que crecen silvestres en Japón se contabilizaron como 2n = 54 para las formas triploides infértiles. En China, las formas silvestres se cuentan como 2n = 36.

## Taxonomía

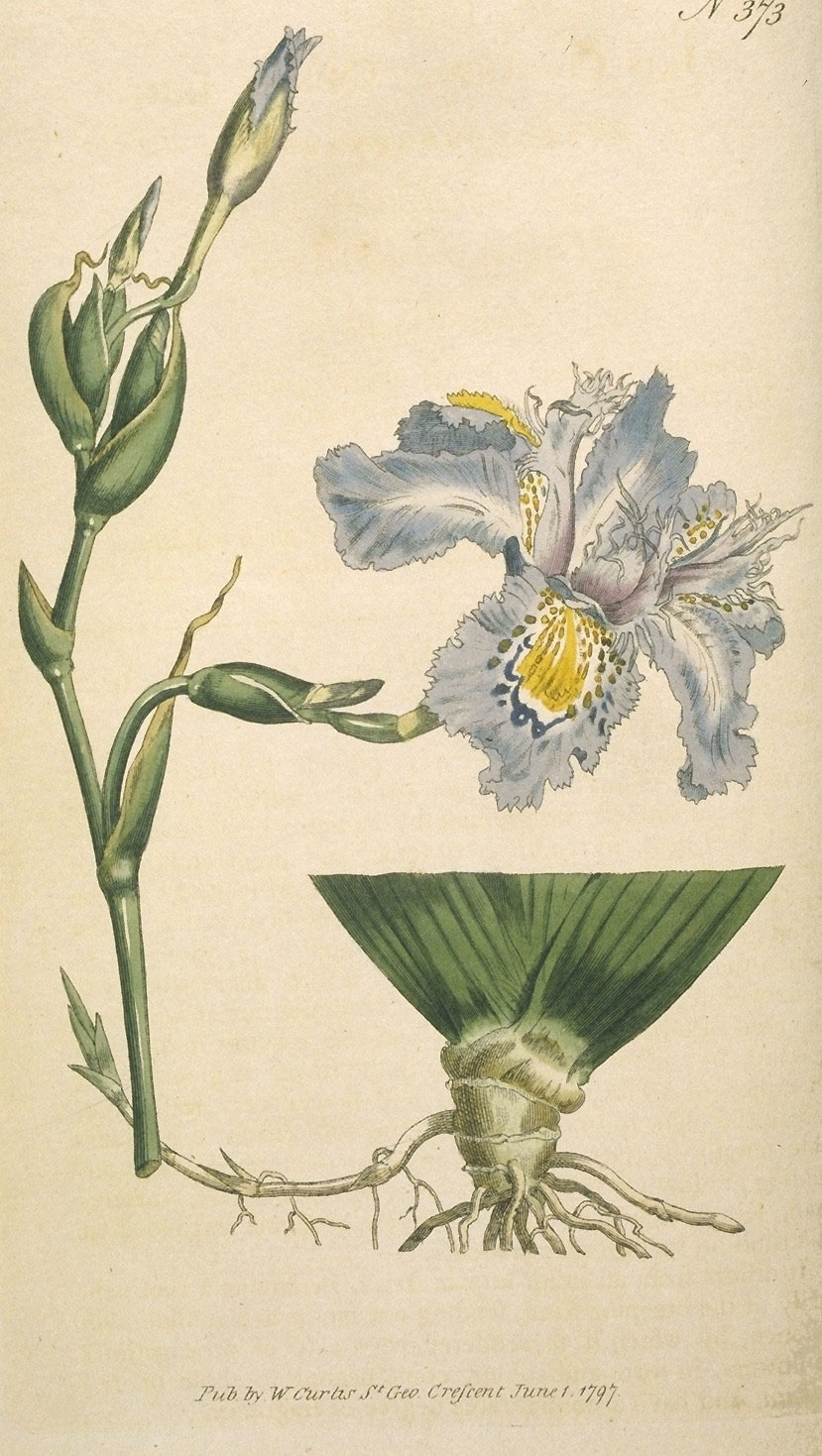
Iris japonica ilustración en Curtis Revista Botánica, 1797

Tiene los nombres comunes de 'iris con flecos', 'Putchcock' o 'Shaga' (en Japón) y flor de mariposa (en China).
Está escrito como 蝴蝶 花 en escritura china, y conocido como hu die hua en Pidgin en China. Está escrito como シ ャ ガ, 射干 en escritura japonesa.
El epíteto específico del latín al que se refiere japonica es de Japón, aunque se cree que la planta se originó en China.
Iris japonica fue nombrada por primera vez por Carl Peter Thunberg, (el botánico sueco) en su publicación de 1784, 'Flora Japonica'. Fue introducido en Europa en 1792 desde China, por Thomas Evans de East India Company. Luego fue publicado y descrito por primera vez por Thunberg en "Transacciones de la Sociedad Linneana de Londres" (Trans. Linn. Soc. Londres) Volumen 2 página 327 el 1 de mayo de 1794. La descripción de la especie fue publicada en la revista botánica Curtis en 1797. Iris fimbriata fue luego clasificada como sinónimo de Iris japonica.
Ha recibido un Premio al Mérito de Jardín de la RHS.

## Distribución y hábitat

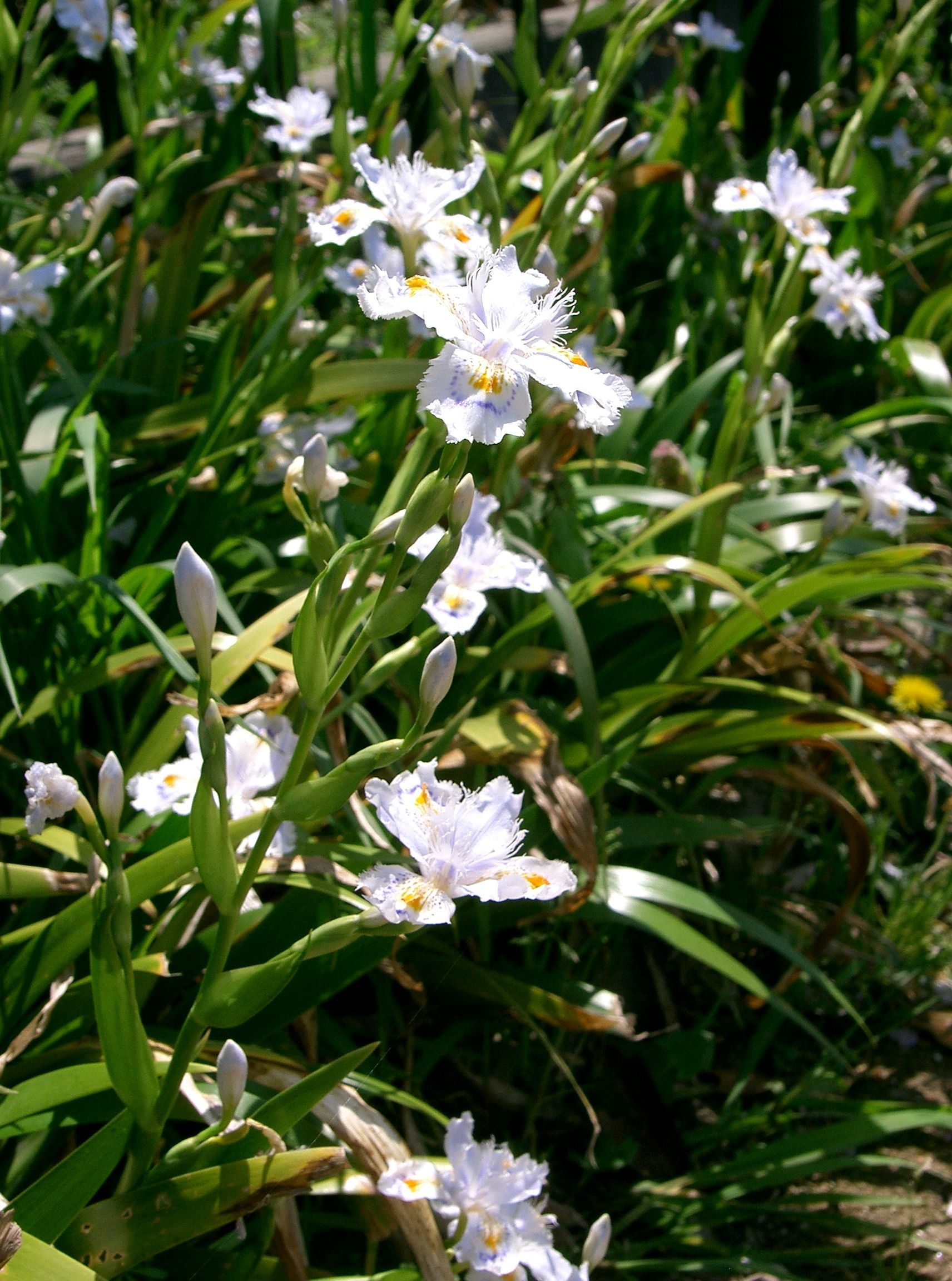
Iris japonica creciendo en Osaka,Japón

Es nativo de regiones templadas y tropicales de Asia.

### Rango
Se encuentra en China, dentro de las provincias chinas, de Anhui, Fujian, Gansu, Guangdong, Guangxi, Guizhou, Hainan, Hubei, Hunan, Jiangsu, Jiangxi, Qinghai, Shaanxi, Shanxi, Sichuan, Xizang, Yunnan y Zhejiang.
Se encuentra en Japón en las islas de Honshu, Shikoku y Kyushu.
En Asia tropical, crece en Myanmar (Birmania). En 2014,  esté encontró en Mongolia.

### Hábitat
I. japonica crece en los márgenes de los bosques, en los pastizales húmedos (o prados), entre rocas junto a arroyos, y a lo largo de laderas rocosas. La especie se encuentra a altitudes de 500 a 800 m sobre el nivel del mar en Japón, y de 2,400 a 3,400 m sobre el nivel del mar en China.

## Cultivo

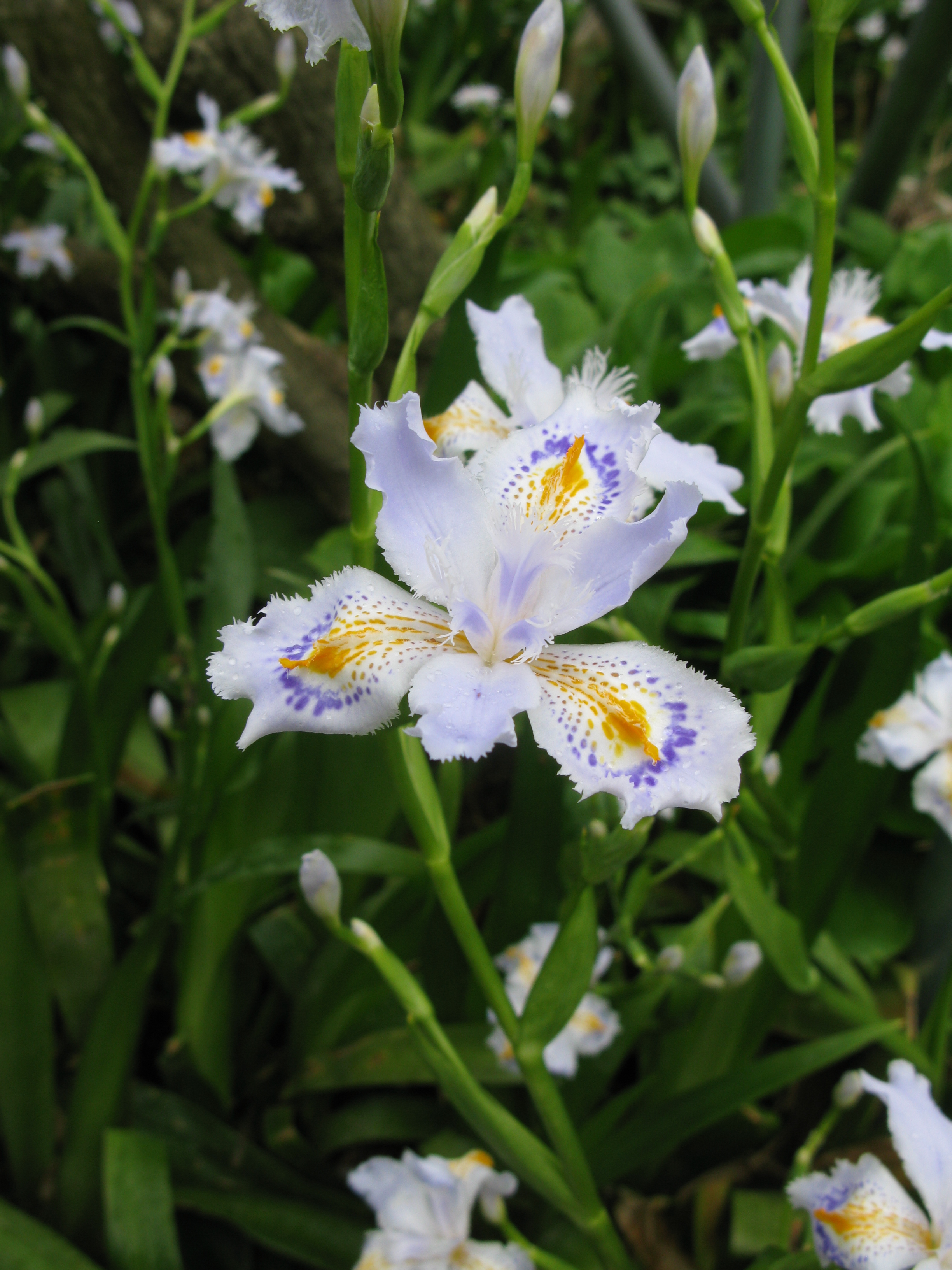
Iris japonica creciendo en Fukushima, Japón

Iris japonica es muy común en el cultivo en EE. UU., Es el iris de cresta más comúnmente cultivado en el Reino Unido.
Es resistente entre USDA Zone 7 y Zone 10. También es resistente a la Zona Europea H3. Es muy fácil de cultivar en un clima mediterráneo en posiciones protegidas.
Dentro del Reino Unido, es resistente en Devon y Cornualles, y en algunas otras partes del sur del Reino Unido. Prefiere la protección de un muro soleado protegido. Algunos cultivares de Iris japonica son más resistentes que otros. Sin embargo, un invierno extremadamente frío (o heladas tardías) puede afectar negativamente a la floración de esta especie, y el follaje se vuelve cutre o se dora.
Se debe cultivar en suelos bien drenados, pero se prefieren los suelos húmedos.
Puede tolerar suelos neutros o ácidos (niveles de pH entre 6.5 - 7.8), aunque prefiere suelos ligeramente ácidos (incluidos los bancos de turba). No es tolerante al agua salada.
Tiene un promedio de necesidades de agua durante la temporada de crecimiento, las condiciones húmedas o durante el invierno pueden hacer que la raíz se pudra. Puede tolerar posiciones entre pleno sol y sombra parcial, pero prefiere sombra parcial.
Se puede cultivar en un borde de flores mixtas, como una planta de cobertura del suelo y también se puede cultivar en contenedores en posiciones protegidas.
En áreas propensas a las heladas, se puede cultivar en un invernadero fresco. Las plantas descansan en verano (después de la floración de la primavera) y luego vuelven a comenzar a fines del otoño. Si no puede cultivarse en una casa fresca, se le debe dar una posición protegida, con arbustos donde se proteja del sol de la mañana.
Los tallos y las hojas muertas deben eliminarse después de la floración para mantener la planta ordenada y ayudarla, para el crecimiento de los próximos años.
No tiene ninguna enfermedad grave ni problemas de insectos, pero las plagas (como trips, babosas y caracoles), ocasionalmente dañan las plantas al alimentarse de las flores o el follaje. Se pueden encontrar áfidos o pulgones (Aulacorthum magnoliae) en la planta. Puede ser susceptible de ataque por el escarabajo japonés.

### Propagación
Puede ser propagado por división o por semillas.
La semilla se siembra mejor en un marco frío, tan pronto como las cápsulas estén maduras. Las semillas almacenadas también se pueden sembrar en un marco frío en la primavera. Las plántulas se deben picar en macetas pequeñas cuando sean lo suficientemente grandes. Luego se cultivan durante otro año en un invernadero o en un marco frío. Las nuevas plantas se pueden plantar en el suelo a fines de la primavera o principios del verano del tercer año.
La división se realiza mejor después de la floración durante julio o agosto. Grandes grupos de plantas se pueden volver a plantar en nuevos sitios. Los grupos más pequeños deben colocarse en macetas y crecer en un marco frío hasta que se hayan formado las raíces suficientes para sobrevivir, y luego se pueden plantar en la primavera.

### Híbridos y cultivares
Iris japonica tiene muchos cultivares con nombre.
Incluyendo;
- 'Acclaim' (violeta roja con sombreado azul),[26]
- 'Accountable' (blanco con salpicaduras rojo-violeta),[26]
- 'Aphrodite' (Hojas abigarradas y flores blancas cremosas de abril a junio, 30 cm. El mejor sol y mejor refugio),[27]
- 'August Emperor' (Rojo-violeta con sombreado azul Hardy a la Zona 3),[26]
- 'Azure Perfección' (rojo-violeta),[26]
- 'Beni Tsubaki' (rojo violeta con vetas blancas),[26]
- 'Bourne Graceful' (1975, con volantes grandes, flores de color malva pálido, con manchas violetas profundas alrededor de las crestas amarillas, las cataratas caen hacia abajo, altura de 120 cm, florecen en mayo, flores de 6-7-5 cm de ancho),[28]),[10][23]
- 'Capri Form' (crestas con marcas de naranja más pálidas),[28]
- 'Capri Butterfly (blanco con veteado azul-púrpura),[26]
- 'Crystal Halo (rojo),[26]
- 'Dalica',[6]
- 'Eco Easter',(Flores azul lavanda, 30 cm de altura.),[29]
- 'Evening Episode' (azul lavanda oscuro),[26]
- 'Fairyland' (Floración corta, flores blancas, en tallos verticales, altura 30 cm.),[10][23]
- 'Frilled Enchantment' (blanco con borde de rosa estrecho),[26]
- 'Japonica Aphrodite',[6]
- 'Japonica Follis Variegata',[6]
- 'Japonica Ledger',[6]
- 'Kamayama',[6]
- 'Ledger' (Tallos rastreros a nivel del suelo, abanicos cortos de brillantes hojas verdes, tallos delgados que se ramifican, pequeñas flores en forma de orquídeas, blancas, planas y con volantes, tocadas con azul y naranja. Necesita un sitio cálido y soleado para florecer bien. Comienzo del verano. 46 cm.),[30]
- 'Ledgers Variety' (Común en Europa, más resistente que la especie,[13][21][31] altura de 60 cm, flores blancas marcadas con púrpura, florecen de abril a finales de mayo.),
- Mai Oji (azul con vetas blancas),
- Marty Cohen' (Enjuague las flores blancas, los abanicos del follaje teñidos de púrpura en las ramas más largas que las especies),[27]
- Martyn Rix', Mist Falls' (azul lavanda con lijado blanco),
- 'Nada' (Popular en el sur de Estados Unidos, donde puede crecer fuera.),[32]
- 'Pallescens',
- 'Porcelain Maiden', (En primavera, los parches de hoja perenne están rematados con espigas ramificadas de 5 cm de altura, que terminan en hermosas flores blancas con un rubor lavanda justo debajo de la eyezona. 61 cm de altura),[33]
- 'Prairie Edge' (Blanco con bordes rojo-violeta.),
- 'Purple Heart' (las hojas tienen bases de color púrpura oscuro, los tallos de las flores también son de color púrpura oscuro, las flores son blancas con manchas moradas profundas en cada altura de otoño hasta 75 cm), * 'Gema de frambuesa' (rojo),
- 'Rudolph Spring',
- 'Ruffled Dimitry' (veteado azul oscuro),
- 'Sapphire Star' (una lavanda roja y azul),
- 'Skirt Chaser' (Azul oscuro-violeta oscuro con una zona de ojos con dibujos en amarillo, blanco y púrpura oscuro, 46 cm de altura),[34]
- Snowy Hills (blanco),
- 'Summer Storm' (púrpura oscuro),
- 'Tenchong Lace' (Tallos morados y candelabros bien formados de flores.),
- 'Uwodu',
- 'Valley Blue',
- 'Variegata' (Amplios abanicos de hojas de color verde oscuro con forma de espada, con una variedad de color blanco cremoso, marfil o amarillo pálido que por lo general recorre los bordes de las hojas formando amplios márgenes. Tiene flores pequeñas, muy delicadas y con flecos, parecidas a orquídeas que son blancas con marcas púrpuras y naranjas, no florece muy bien),[5][17][21][35][27][36]
- 'White Frills',
- 'White Panda',
- 'White Parachute (blanco),
- 'Wuhan Angel'.

Las formas de flores blancas recolectadas de Zhejiang fueron nombradas como Iris japonica f. pallescens por P. L. Chiu e Y. T. Zhao (en Y. T. Zhao, Acta Phytotax. Sin. 18: 58. 1980). Pero estos fueron más tarde clasificados como sinónimos de Iris japonica.

## Toxicidad
Como muchos otros iris, la mayoría de las partes de la planta son venenosas (rizoma y hojas), si se ingieren por error pueden causar dolores de estómago y vómitos. También el manejo de la planta puede causar irritación de la piel o una reacción alérgica.

## Usos
En Japón, se utiliza como fuente de almidón. Los rizomas se trituran para acceder al almidón. En China, se utiliza en hierbas medicinales, el rizoma se utiliza para tratar lesiones. Como decocción, se utiliza para tratar bronquitis, lesiones internas, reumatismo e hinchazones.
En Japón, el iris se alentaba o se plantaba en las cimas de las colinas, dentro de los castillos, los abanicos resbaladizos de las hojas del iris se usaban para desacelerar a los invasores y permitir que los ejércitos defensores protegieran el castillo.

## Otras lecturas
- Aldén, B., S. Ryman & M. Hjertson. 2009. Våra kulturväxters namn @– ursprung och användning. Formas, Estocolmo (Manual en sueco cultivado y plantas de utilidad, sus nombres y origen).
- Mathew, B. 1981. La Iris. 74.
- Waddick, J. W. & Zhao Yu-tang. 1992. Iris de China.